# Bev Scott
Bever Alfred Royal  „Bev” Scott (ur. 11 listopada 1922, zm. 27 października 1998) – australijski zapaśnik walczący w stylu wolnym. Olimpijczyk z Helsinek 1952, gdzie zajął dziesiąte miejsce w kategorii do 73 kg.

## Letnie Igrzyska Olimpijskie 1952
| Konkurencja      | Rundy eliminacyjne | Rundy eliminacyjne            | Rundy eliminacyjne         | Klas. końcowa |
| Konkurencja      | Przeciwnik I       | Przeciwnik II                 | Przeciwnik III             | Miejsce       |
| ---------------- | ------------------ | ----------------------------- | -------------------------- | ------------- |
| 73 kg styl wolny | Don Irvine (GBR) Z | Jean-Baptiste Leclerc (FRA) Z | Abdollah Mojtabavi (IRI) P | 10.           |